# 최수일 (공무원)
최수일(1931년 12월16일 ~ 2017년 1월 31일) 대한민국의 공무원이자 , 대한민국 의료보험을 처음 만든 인물이다.

## 생애
1931년 중국 용정에서 출생하였다. 1950년 6.25전쟁 발발 직전에 월남하여 육군장교로 참전하였고, 5.16혁명 후 국가재건최고회의 소속 보건사회부 연락장교로 공직생활을 시작 하였다. 1960년대 박정희대통령이 강력히 추진하고자 했던 국가 근대화사업의 토대가 되는 자활지도사업을 담당하면서 국가발전에 기여하였다. 자활지도사업은 몇 년후 ‘근면.자조. 자립’ 정신을 기치로 시작된 새마을운동으로 발전하면서 1970년대 경이적인 경제발전을 뒷받침해준 정신적인 힘이 되었다.
1972년 초대 보건사회부 사회보험과장으로 우리나라 국민연금제도의 기틀을 만들었다. 당시 오일쇼크로 국민연금제도 시행이 유보되었으나, 16년후인 1988년 보건사회부 차관 으로 재임하면서 국민연금을 시행함으로써 그 소임을 마무리하였다.
1977년 보건사회부 사회보험국장으로 건강보험제도를 도입하고 시행한 주역으로 특히 높은 평가를 받고 있다. 당시 건강보험제도에 대해 정부부처 및 보건사회부 내에서 조차 인식의 한계가 있었다. “시기상조다”, “국가를 망치게 하는 공무원이다”라는 반대를 딛고 건강보험제도를 추진하여 박정희 대통령의 재가를 받음으로써 대한민국 건강보험 시대를 열었다.
88서울올림픽을 앞둔 1983년 제3대 환경청장으로 취임하면서 강력한 환경정책을 추진 하여 도심의 공해문제를 해결하고, 특히 당시 오염이 심각했던 한강 및 중랑천을 깨끗히 정화했다는 평가를 받고 있다. 이후 한국제약협회 상근부회장, 의료보험연합회장(현 심평원) 백신협회장을 지냈으며, 녹조근정훈장, 황조근정훈장 등을 수훈하였다.

## 경력
1952.06.13.~1953.07.27. : 육군 대위로 6.25전쟁 참전
1961.06.01.~1962.11.10. : 국가재건최고회의 보건사회부 장관실 파견 연락장교
1962.11.11.~1967.03.31. : 행정사무관(사회과, 이민과)
1967.04.01.~1975.01.27. : 서기관(약국제도담당관, 행정관리담당관, 연금기획과장)
1975.01.28.~1981.08.05. : 이사관(복지연금국장, 사회보험국장, 위생국장)
1981.08.06.~1983.02.16. : 환경청 차장
1983.02.17.~1983.07.08. : 보건사회부 기획관리실장
1983.07.09.~1986.05.23. : 환경청 청장 1986.05.24.~1988.03.05. : 보건사회부 차관
1989.01.01.~1990.09.30. : 제약협회 상근부회장
1990.10.01.~1993.09.30. : 의료보험연합회 회장

## 업적

### 국민연금 제도 시행
1972년 청와대는 “철저하고 신속하게 국민연금제도 시행을 준비하라”는 지시를 보건사회부에 내린다. 대통령의 직접 지시였기 때문에 당시 보건사회부로서는 발등의 불이 떨어진 격이자 부처와 장관의 운명이 걸린 일이었다. 당시에는 부처내에 연금을 다루는 부서도 없었고 사회보험이라는 용어 조차도 낯설었던 시기였다. 보건사회부내에 사회보험과가 신설되었고 아무도 가려고 하지 않은 사회보험과장에 최수일이 임명된다..국민연금에 대한 아무런 기초자료가 없는 상태에서 외국의 전문가들에게 자문을 받아가면서 법제, 관리제도, 연금수리, 보험요율, 적립금 활용과 지불 재정의 안전화 방안, 적절한 급여수준에 따른 노후빈곤 완화, 정액 기초연금과 소득비례 연금의 2층 구조연금, 보험료의 국세청 징수에 따른 낮은 무연금자.저연금자 비율 등 제도시행에 필요한 내용들을 하나 하나 완성해 나가고 최종입법에 앞서 공청회를 열게 된다. 그러나 “국민연금은 중화학공업 자금 동원을 위해 실시하는 제도로 노동자를 수탈하는 제도”라는 비난을 받는다. 이런 과정을 겪으며 1973년 하반기에 국민연금 시행을 목표로 국민복지연금법이 최초로 제정되고 실시 행정부서로는 보건사회부에 복지연금국이 신설된다. 그러나 법안 공포를 눈앞에 둔 1973년 10월 오일쇼크가 발발하면서 우리나라는 물론 세계 경제가 공황상태에 빠지자 대통령 긴급조치 제 3호에 의해 국민연금 실시가 유보된다. 이 유보조치는 1988년까지 이어지게 된다. 다만 국민연금 작업과정에서 당시 민관식 문교부 장관이 최수일에게 공무원 연금법과 동일한 수준의 사립학교 연금법 수립, 시행을 제안하였고 최수일도 그 필요성 을 인정, 1974년부터 사립학교 교직원 연금 시행을 할 수 있도록 도와 준다. 이로써 공무원연금, 군인연금과 같이 사립학교 교직원도 연금 혜택을 받을 수 있게 된 것으로, 당시 민관식 장관의 혜안이 돋보이는 장면이었다.

### 모든 정부 부처가 반대한 건강보험 제도의 시행
국민연금제도는 제정과 동시에 그 시행이 보류되는 처지가 되었다. 최수일은 1975년 복지연금국장으로 발령이 나면서 국민연금제도 보다도 더 시급한 국민건강보험제도의 필요성을 절감한다. 1970년대 당시에는 병원비 부담이 커서 국민들이 마음 놓고 병원치료를 받을 수 없는 시기였지만 그 누구도, 그 어떤 부처도 건강보험을 실시하고자 하는 시도가 전혀 없었다. 이에 최수일은 “가난한 사람도 병원 치료를 받을 수 있는 건강보험제도“ 시행에 대해 몇차례 장관 브리핑을 하지만 경제개발 5개년 계획으로 국가 중공업 우선 정책을 추진하던 시기라 오히려 국가를 망치게 하려는 공무원으로 인식되어 산하기관으로 전보될 위기도 몇차례 겪는다. 비록 보건사회부내에서 조차도 부정적 시각이었지만 최수일은 건강보험 제도 시행에 대해 조용히 준비하면서 우리나라 건강보험 50년 역사가 조심스럽게 싹을 피우기 시작한다.
1975년말 신현확씨가 보건사회부 장관으로 취임하면서 각 실국의 업무 보고를 받는 자리에서 최수일은 건강보험제도에 관한 계획과 전망, 제도 시행의 필요성을 보고한다. 신현확 장관은 시행안을 확인한 후 이전 장관들과는 다른 태도를 보이며 건강보험제도 시행에 적극 동조한다. 그리고 마침내 부처의 입법 방침을 결심하고 1976년 5월 임시국회에 법안을 제출하도록 승인한다. 이에 최수일은 우선 관련부처 와의 협의를 추진한다. 그러나 의외로 관련 부처의 반대 의견이 강해 난관에 봉착한다. 경제차관회의에서 부터 보류되자 국무총리실에 가서 직접 브리핑을 하고 다시 경제차관회의에 회부하여 심의, 의결을 받아낸다. 이어 경제장관회의에 상정하지만 부결되자 최수일은 당시 청와대 이희일 경제수석을 방문하여 브리핑하지만 여기서도 승인을 받지 못한다. 참다 못한 최수일은 경제수석 앞에 브리핑 서류를 집어 던지고 나왔고, 국장 직급이 청와대 경제수석에게 서류를 집어 던진 무례한 행동이 문제가 되었으나, 마침 최수일을 적극 지원 하고 있던 박승함 당시 보건사회부 차관이 중재하면서 위기를 넘긴다. 이러한 우여 곡절을 겪으면서 1976년 9월 11일 건강보험 시행안이 국무회의에 상정된다. 이때 국무회의를 직접 주재한 박정희대통령은 “건강보험을 실시하되 단계별로 신중히 확대 실시하며, 제도 시행 및 정착에 차질이 없도록 하라“는 지시와 함께 승인한다. 이로써 우리나라의 건강보험의 시대가 시작되게 된다. 대통령의 승인이 떨어지자 1976년 12월 정기국회를 통과하였고 국민들에게 건강보험제도 시행을 공표한다. 당시 건강보험에 대한 개념이 생소하여 최수일은 KBS, MBC, TBC 3개 방송국에 출연하여 건강보험 제도에 대해 국민들에게 소상히 설명하기도 한다. 이로써 1977년 7월 1일부로 대한민국의 건강보험제도가 시행된다.

## 저서
대한민국 의료보험, 이렇게 만들어 졌다

## 관련영상
의료보험시행-최수일-KBS